# Erythroxylum vaccinifolium
Erythroxylum vaccinifolium es una especie de planta fanerógama perteneciente al género Erythroxylum. Es originaria de Brasil.

## Descripción
El catuaba es un arbusto de 2 a 4 m de altura. Produce flores de color amarillo con naranja y frutas comestibles de color amarillo.

## Taxonomía
Erythroxylum vaccinifolium fue descrita por Carl Friedrich Philipp von Martius y publicado en Abhandlungen der Mathematisch-Physikalischen Classe der Königlich Bayerischen Akademie der Wissenschaften 3(2): 387. 1843.
Sinonimia
- Erythroxylum amplifolium (Mart.) O.E.Schulz
- Erythroxylum amplifolium var. diversifolium Herter
- Erythroxylum microphyllum var. amplifolium Mart.
- Erythroxylum microphyllum f. lancifolium Peyr.
- Erythroxylum microphyllum var. reticulatum Mart.
- Erythroxylum microphyllum f. reticulatum (Mart.) Peyr.[3]

## Importancia económica y cultural
Se utiliza para preparar catuaba, una infusión utilizada como un afrodisíaco en la medicina tradicional brasileña. Contiene un alcaloide tropánico llamado catuabina.
La infusión de la corteza se utiliza en la medicina tradicional de Brasil como un afrodisíaco y estimulante del sistema nervioso central. La catuaba, contiene un grupo de tres alcaloides llamada Catuabina A, B y C que se supone que aumenta la libido mediante la estimulación del sistema nervioso.
Un estudio realizado por Manabe et al. (1992) mostraron que los extractos de catuaba fueron eficaces en la prevención de infecciones bacterianas que amenazan la vida y la infección por VIH en ratones.
La corteza de drogas catuaba y derivados se venden como un tratamiento para la disfunción eréctil en las tiendas especializadas de productos orgánicos y naturales y minoristas en línea.